# Nimmyo
Nimmyo, född 808, död 850, var regerande kejsare av Japan mellan 833 och 850.